# رينيه ليو
رينيه ليو (بالصينية: 刘若英) هي مغنية وممثلة تايوانية، ولدت في 1 يونيو 1969 بتايبيه في تايوان.

## وصلات خارجية
- رينيه ليو على موقع IMDb (الإنجليزية)
- رينيه ليو على موقع ألو سيني (الفرنسية)
- رينيه ليو على موقع ميوزك برينز (الإنجليزية)
- رينيه ليو على موقع أول موفي (الإنجليزية)
- رينيه ليو على موقع قاعدة بيانات الفيلم (الإنجليزية)